# Quincy Butler
Quincy Lee Butler (Sacramento, 1º settembre 2001) è un calciatore statunitense, attaccante del WSG Tirol.

## Carriera
È cresciuto nel settore giovanile del Sacramento Republic, club con cui ha firmato il suo primo contratto professionistico il 18 agosto 2017; ha debuttato in prima squadra l'11 luglio 2017 nell'incontro di USL Championship vinto 3-1 contro lo Swope P.R..
Nell'estate del 2019 è stato acquistato dall'Hoffenheim che lo ha assegnato alla propria formazione Under-19. L'anno successivo è stato assegnato alla squadra riserve, con cui ha debuttato in Regionalliga, la quarta divisione tedesca, categoria in cui poi ha giocato per un quadriennio, con un bilancio totale di 53 presenze e 7 reti.
Il 27 giugno 2024 ha firmato con un contratto con il WSG Tirol, club della prima divisione austriaca.

## Statistiche

### Presenze e reti nei club
Statistiche aggiornate al 12 aprile 2025.
| Stagione             | Squadra              | Campionato           | Campionato | Campionato | Coppe nazionali | Coppe nazionali | Coppe nazionali | Coppe continentali | Coppe continentali | Coppe continentali | Altre coppe | Altre coppe | Altre coppe | Totale | Totale | Totale |
| Stagione             | Squadra              | Comp                 | Pres       | Reti       | Comp            | Pres            | Reti            | Comp               | Pres               | Reti               | Comp        | Pres        | Reti        | Pres   | Reti   |        |
| -------------------- | -------------------- | -------------------- | ---------- | ---------- | --------------- | --------------- | --------------- | ------------------ | ------------------ | ------------------ | ----------- | ----------- | ----------- | ------ | ------ | ------ |
| 2018                 | Sacramento Republic  | USL                  | 2          | 0          | USCup           | 0               | 0               | -                  | -                  | -                  | -           | -           | -           | 2      | 0      |        |
| 2020-2021            | Hoffenheim II        | RL                   | 18         | 2          | -               | -               | -               | -                  | -                  | -                  | -           | -           | -           | 18     | 2      |        |
| 2021-2022            | Hoffenheim II        | RL                   | 5          | 0          | -               | -               | -               | -                  | -                  | -                  | -           | -           | -           | 5      | 0      |        |
| 2022-2023            | Hoffenheim II        | RL                   | 5          | 0          | -               | -               | -               | -                  | -                  | -                  | -           | -           | -           | 5      | 0      |        |
| 2023-2024            | Hoffenheim II        | RL                   | 25         | 5          | -               | -               | -               | -                  | -                  | -                  | -           | -           | -           | 25     | 5      |        |
| Totale Hoffenheim II | Totale Hoffenheim II | Totale Hoffenheim II | 53         | 7          |                 | -               | -               |                    | -                  | -                  |             | -           | -           | 53     | 7      |        |
| 2024-2025            | WSG Tirol            | BL                   | 25         | 4          | CA              | 2               | 0               | -                  | -                  | -                  | -           | -           | -           | 27     | 4      |        |
| Totale carriera      | Totale carriera      | Totale carriera      | 80         | 11         |                 | 2               | 0               |                    | -                  | -                  |             | -           | -           | 82     | 11     |        |